# Melissa Hayden (Tänzerin)

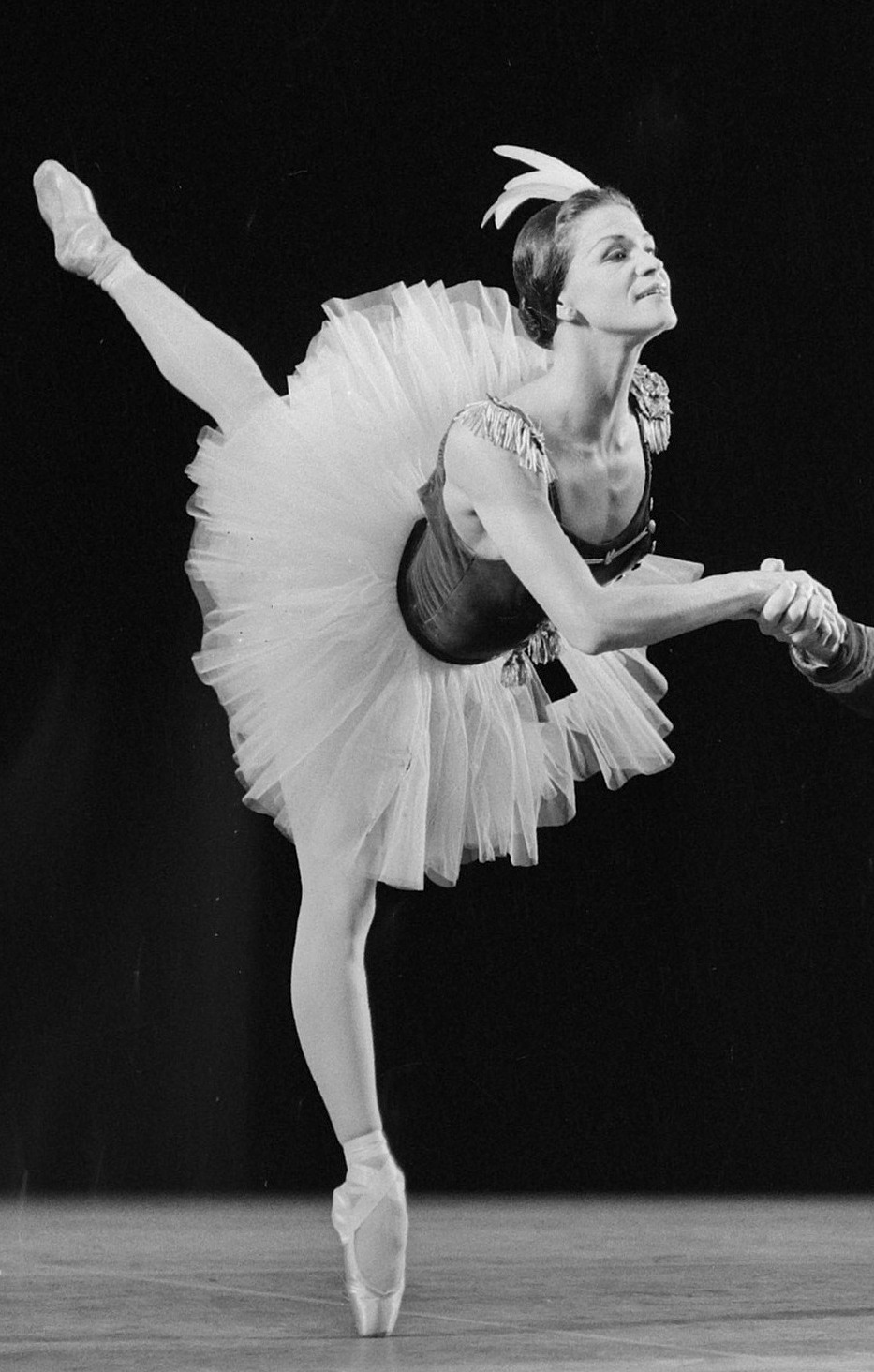
Melissa Hayden (1965)

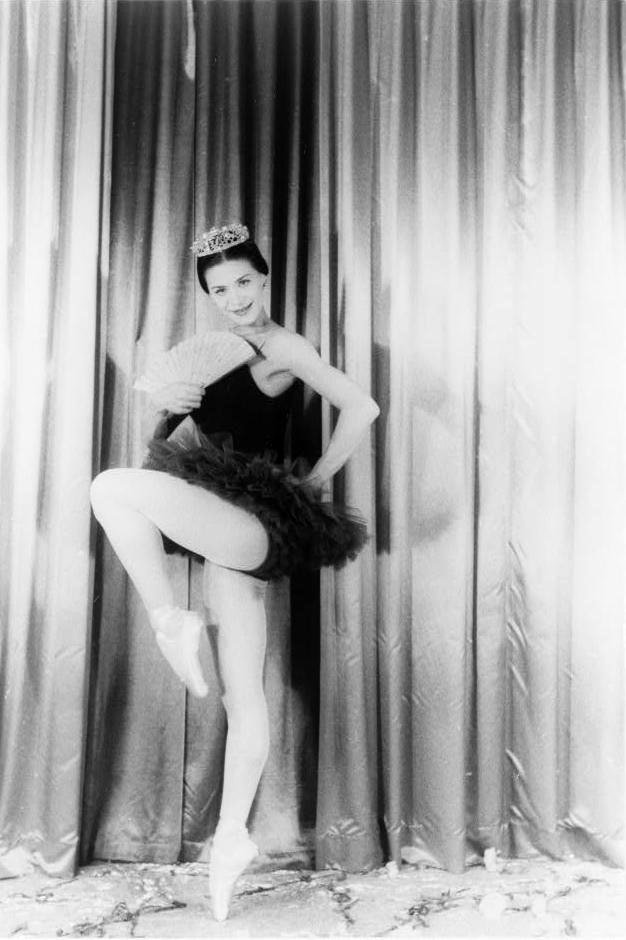
Melissa Hayden (1956), Foto von Carl van Vechten

Melissa Hayden (geboren als Mildred Herman, Spitzname Millie; * 25. April 1923 in Toronto; † 9. August 2006 in Winston-Salem, North Carolina) war eine kanadische Balletttänzerin. Mehrere Jahre war sie die Primaballerina des New York City Ballet.

## Jugend
Hayden war die zweite Tochter der russischen Einwanderer Jacob Herman und dessen Frau Kate Weinberg. In ihrem Elternhaus hatte sie den Spitznamen Millie, unter dem sie noch während ihres ganzen Lebens bekannt war.

## Tanzkarriere
Zu Beginn der 1940er Jahre zog sie nach New York City, um dem Ballettensemble (Corps de ballet) der Radio City Music Hall beizutreten. Von 1945 bis 1947 gehörte sie dem American Ballet Theatre an und trat 1948 kurz nach dessen Gründung dem New York City Ballet bei. Dort trat sie häufig mit dem Tänzer Jacques d’Amboise auf. Sie war seit 1955 bis zu ihrem Rückzug von der Bühne im Jahr 1973 die Primaballerina des New York City Ballets.

## Film und Fernsehen
Hayden trat regelmäßig im Fernsehen in der The Kate Smith Show und in der The Ed Sullivan Show auf. 1952 spielte sie für Claire Bloom die Tanzszenen in dem Film Limelight, der in Deutschland unter dem Titel Rampenlicht in die Kinos kam. 1965 kam sie in Amerika als Zuckerfee in einer einstündigen Interpretation von Der Nussknacker auf den Fernsehschirm. Der Film wurde 1964 aufgenommen und vier Tage vor Weihnachten 1965 von der CBS ausgestrahlt. In der stark veränderten Handlung traten neben Edward Villella und Patricia McBride weitere international bekannte Tänzer auf, die Geschichte wurde von Eddie Albert gelesen, der zu jener Zeit gerade mit der Fernsehserie Green Acres bekannt geworden war.

## Nach der Tanzkarriere
Nachdem sie in mehr als 60 Ballettproduktionen, meistens unter Regie von George Balanchine, aufgetreten war, beendete Hayden 1973 ihre Tanzkarriere. Das heute noch im Repertoire der New York City Ballet's befindliche Ballett "Cortège Hongrois" hatte Balanchine ihr zu Ehren extra zu ihrem Karriereende konzipiert. Bei der Uraufführung des Balletts überreichte ihr der New Yorker Bürgermeister John Lindsay die Händel-Medaille der Stadt, in seiner Laudatio würdigte er sie als "extraordinary ballerina who has filled the hearts of her audience with joy." (dt.: "außerordentliche Ballerina, die die Herzen ihres Publikums erfreut.")
Nach ihrem Rückzug von der Bühne übernahm sie die Leitung der Ballettabteilung des Skidmore College, außerdem unterrichtete sie an der School of Pacific Northwest Ballet in Seattle und in ihrer eigenen, in New York City neu eröffneten Schule. Von 1983 bis einen Monat vor ihrem Tod unterrichtete sie auch an der North Carolina School of the Arts in Winston-Salem.

## Privatleben
Hayden heiratete den Rechtsanwalt Donald Coleman, mit dem sie die zwei Kinder Stuart und Jennifer hatte. Sie starb an einem Pankreastumor in ihrem Haus in Winston-Salem.

## Werke
Hayden hat verschiedene Bücher veröffentlicht.
- Melissa Hayden, Offstage and On (1963)
- Ballet Exercises for Figure, Grace & Beauty (1969)
- Dancer to Dancer: Advice for Today's Dancer (1981) ISBN 0385155824
- The Nutcracker Ballet, ilustrado por Stephen Johnson (1992) ISBN 0836245016